# 花営三代記
『花営三代記』（かえいさんだいき）とは、足利義満以後3代の室町幕府将軍に関して記した記録。武家日記・室町記の別称で知られている。もっとも、この書は元が全く別個である2つの文書をつないだだけに過ぎず、それを行った編者についても知られていない。
前半部と後半部では、記された年代も体裁・記述内容も全く異なっており、元は全く別箇の書物であったことを示している。
前半部は足利義満が将軍であった1367年（南朝：正平22年、北朝：貞治6年）から1381年（南朝：弘和元年、北朝：永徳元年）までの幕府法令や補任状、各種記録などから政務に関係する主だったものを抜き出して集成したもので、政所関係者の手によるものと言われている。
後半部は足利義持・足利義量父子が将軍であった1421年（応永28年）から1425年（応永32年）までの幕府役人の個人日記である。著者は御供衆の伊勢貞弥とされている。伊勢氏もまた政所と深い関わりのある一族であり、前半部・後半部ともに室町時代の法制史・政治史に関する貴重な資料である。